# Ibrahima Camara
Ibrahima Sory Camara (Freetown, 1 januari 1985) is een Guinees verdediger die anno 2010 uitkomt voor AS Eupen.

## Biografie
Camara groeide op in Freetown en ging tijdens de oorlog in Sierra Leone naar Guinee.

## Clubcarrière
In het seizoen 2004/05 voetbalde Camara voor Parma F.C. en speelde negen Serie A wedstrijden en zeven UEFA Cup wedstrijden. Hij verloor met Parma de halve finale van de latere kampioen CSKA Moskou.

## Interlandcarrière
Camara wordt opgeroepen voor Guinee sinds 2005. Hij was lid van het nationale team dat winnaar werd in de groep van de African Cup of Nations in 2006. Het team verloor later de kwartfinale van Senegal.